# Санш IV (герцог Гасконі)
Санш IV (баск.: Antso Gartzia, гаск.: Sans Gassia; д/н — 950/955) — герцог Гасконі в 920—950/955 роках. Починається розпад герцогства.

## Життєпис
Походив з династії Гатонідів (Гасконського дому). Старший син Гарсії II, герцога Гасконі, та Амуни Ангулемської. Про дату народження та молоді роки замало відомостей.
У 920 році після смерті батька успадкував герцогство Гасконське. Втім значні володіння отримали його брати Вільгельм та Арно відповідно Фезансак і Астарак. Фактичне володіння Санша IV обмежилися віконствами Ломань, Геварре, Турсан і Брюлуа.
Був союзником короля Карла III і Ебля, герцога Аквітанії. Після поразки останнього від Рауля, який став королем Західнофранкського королівства, Санш IV вимушений був визнати зверхність останнього.
В подальшому брав участь в Реконкисті на Піренейському півострові. Точна дата смерті Санша IV невідома: 950 або 955 року. Йому спадкував син Санш V, але фактично мав лише титул й графство Гасконь, інші володіння було поділено між його братами. Фактично Гасконське герцогство розпалося повністю.

## Родина
Вважається, що не був одружений, мав коханок. Втім є більш правдоподібною версія, за якою дружиною герцога була його близька родичка. Через це його шлюб визнаний незаконним, а відповідно й діти від цього шлюба — позашлюбними.
Діти:
- Санш (д/н— бл. 961), герцог Гасконі
- Вільгельм (д/н—996), герцог Гасконі
- Гомбо (д/н — після 998), архієпископ Бордо
- Аман'є Санш, 1-й віконтів де Безом і сеньйор д'Альбре
- Анер Санш, 1-й віконт Олорон, Дакс, Турсан і Габардан
- Донат Санш, 2-й віконт де Ломань
- Езі Санш, 1-й віконт Марсан